# Evgeny Abramovich Baratynsky
Evgeny Abramovich Baratynsky (tiếng Nga: Евгений Абрамович Баратынский; 2 tháng 3 năm 1800 - 11 tháng 7 năm 1844) - nhà thơ Nga, một trong những nhà thơ lớn của Nga thế kỷ 19.

## Tiểu sử
Evgeny Baratynsky sinh ở làng Mara, tỉnh Tambov trong một gia đình quý tộc gốc Ba Lan đã sa sút. Từ năm 1808 đến 1810 sống ở Moskva. Học ở Sankt-Peterburg. Những năm 1820-1825 phục vụ trong quân đội đóng ở Phần Lan. Sau khi giải ngũ, ông cưới vợ và sống ở Moskva. Năm 1843 ông cùng với cả gia đình đi du lịch sang Pháp, Đức, Ý và bị bệnh đột ngột, mất ở Napoli (Ý) năm 1844.
Evgeny Baratynsky bắt đầu làm thơ từ tuổi thiếu niên. Năm 1819 in những bài thơ đầu tiên. Thời gian ở Sankt-Peterburg ông làm quen với Aleksandr Sergeyevich Pushkin, Anton Antonovich Delvig và nhiều nhà thơ, nhà văn nổi tiếng khác. Năm 1826 in tập thơ финляндская повесть (Câu chuyện Phần Lan). Thơ của Evgeny Baratynsky đượm chất trữ tình triết học với ý nghĩa sâu sắc. Ông là nhà thơ trữ tình triết học cùng hàng với Fyodor Ivanovich Tyutchev. Nhà phê bình Vissarion Grigoryevich Belinsky viết về ông: "Trong tất cả những nhà thơ cùng thời với Pushkin, Evgeny Baratynsky giữ vị trí hàng đầu mà không cần bàn cãi" (Полн. собр. соч., т. 6, 1955, с. 479).
Ông có sự ảnh hưởng tới các nhà thơ nổi tiếng trong thế kỷ 20 như Anna Akhmatova, Joseph Brodsky.

## Tác phẩm
- Соч.: Полн. собр. соч., под ред. и с примеч. М. Л. Гофмана, т. 1-2, СПБ. 1914-151 *Стихотворения. Поэмы. Проза. Письма, вступ. ст. К. Пигарева, М., 1951
- Полн. собр. стихотворений. Вступ. ст., подготовка текста и примеч. Е. Н. Купреяновой, 2 изд., Л., 1957

## Một vài bài thơ
| Любовь и дружбa (В альбом) Любовь и дружбу различают, Но как же различить хотят? Их приобресть равно желают, Лишь нам скрывать одну велят. Пустая мысль! Обман напрасный! Бывает дружба нежной, страстной, Стесняет сердце, движет кровь, И хоть таит свой огнь опасный, Но с девушкой она прекрасной Всегда похожа на любовь. Финским красавицам Так, ваш язык еще мне нов, Но взоры милых сердцу внятны, И звуки незнакомых слов Давно душе моей понятны. Я не умел еще любить - Опасны сердцу ваши взгляды! И сын Фрегеи, может быть, Сильнее будет сына Лады! Приманкой ласковых речей Вам не лишить меня рассудка! Конечно, многих вы милей, Но вас любить - плохая шутка! Вам не нужна любовь моя, Не слишком заняты вы мною, Не нежность - прихоть вашу я Признаньем страстным успокою. Вам дорог я, твердите вы, Но лишний пленник вам дороже. Вам очень мил я, но, увы! Вам и другие милы тоже. С толпой соперников моих Я состязаться не дерзаю И превосходной силе их Без битвы поле уступаю. Когда, дитя и страсти и сомненья Когда, дитя и страсти и сомненья, Поэт взглянул глубоко на тебя,- Решилась ты делить его волненья, В нем таинство печали полюбя. Ты, смелая и кроткая, со мною В мой дикий ад сошла рука с рукою: Рай зрела в нем чудесная любовь. О, сколько раз к тебе, святой и нежной, Я приникал главой моей мятежной, С тобой себе и небу веря вновь. | Tình yêu và tình bạn (Ghi vào albom) Tình yêu và tình bạn khác với nhau Nhưng ta biết làm sao phân biệt chứ? Cả hai tình đều mong muốn như nhau Nhưng sai khiến ta giấu đi một thứ. Ý nghĩ trống không! Dối lừa phí uổng! Có tình bạn say đắm và dịu dàng Ép con tim và máu nóng sôi lên Dù vẫn giấu ngọn lửa đầy nguy hiểm Nhưng với cô gái đẹp, thì tình bạn Bao giờ cũng là giống với tình yêu. Gửi các cô gái Phần Lan Tiếng của em với tôi còn xa lạ Nhưng ánh mắt nhìn cuốn hút con tim Và âm thanh của giọng nói chưa quen Đã từ lâu cõi lòng tôi hiểu rõ. Tôi hãy vẫn còn chưa biết cách yêu Nhưng ánh mắt của em nguy hiểm thế! Và con trai thần Fregei, có thể Mạnh mẽ hơn con trai của Lada. Giọng của em cuốn rũ và dịu dàng Nhưng chẳng làm cho tôi mất lý trí Em dễ thương hơn nhiều kẻ, tất nhiên Nhưng yêu em - câu chuyện đùa rất dở! Em chẳng cần tình yêu của tôi đâu Tôi chẳng làm em quan tâm đến vậy Và vẻ dịu dàng đỏng đảng của em Chẳng làm cho tôi say mê nhường ấy! Em quý tôi, em nói thế với tôi Nhưng tù binh thừa em còn quý nữa. Em thấy tôi dễ thương, nhưng than ôi! Bao người khác cũng dễ thương như thế. Và với đám đông tình địch của mình Tôi không khổ sở tranh tài với họ Tôi nhường tất cả, không cần chiến tranh Vì sức mạnh vượt trội hơn của họ. Khi mối nghi ngờ Khi mối nghi ngờ và niềm say đắm Của nhà thơ nhìn đắm đuối sang em Em quyết định sẻ chia niềm xúc động Trong đau thương em yêu vẻ bí huyền. Em đỏng đảnh và can đảm cùng anh Tay trong tay cùng đi về địa ngục Nhưng với tình yêu nhìn thấy thiên đường. Đã bao lần ngả mái đầu điên cuồng Trên người em thiêng liêng và âu yếm Anh lại tin mình, tin ở trời xanh. Bản dịch của Nguyễn Viết Thắng. |